# Лящкі
Лящкі (пол. Laszczki) — село в Польщі, у гміні Рашин Прушковського повіту Мазовецького воєводства.
Населення — 358 осіб (2011).
У 1975-1998 роках село належало до Варшавського воєводства.

## Демографія
Демографічна структура станом на 31 березня 2011 року:
|          | Загалом | Допрацездатний вік | Працездатний вік | Постпрацездатний вік |
| -------- | ------- | ------------------ | ---------------- | -------------------- |
| Чоловіки | 161     | 37                 | 113              | 11                   |
| Жінки    | 197     | 60                 | 110              | 27                   |
| Разом    | 358     | 97                 | 223              | 38                   |